# Gökçe (Mardin)
Gökçe (kurd. Selax) – miasto w dystrykcie Artuklu prowincji Mardin w południowo–wschodniej Turcji. W 2014 roku zamieszkane przez 8203 osoby.
Miejscowość znajduje się 12 km od Kızıltepe i 20 km od Mardin. W jej pobliżu przebiega linia kolejowa Şenyurt – Mardin. Stacja Sekidüzü w pobliżu Gökçe jest jedyną stacją pośrednią na tej linii. Znajduje się ona jednak już w dystrykcie Kızıltepe.